# Big Brother VIP Kosova
Big Brother VIP Kosova je kosovska verzija show-a baziran na nizozemskoj televizijskoj franšizi Big Brother. Show prati brojne slavne natjecatelje, poznate kao ukućani, koji su izolirani od vanjskog svijeta dulje vrijeme u kući sagrađenoj po narudžbi. Svaki tjedan, jedan od ukućana biva izbačen javnim glasovanjem, pri čemu se posljednji ukućan proglašava pobjednikom.
Big Brother VIP Kosova počeo se emitirati na Klan Kosova 5. prosinca 2022. Emisiju vode Alaudin Hamiti i Jonida Vokshi.

## Povijest
U lipnju 2022. najavljeno je da će Big Brother prvi put doći u Kosovo na Klan Kosova i Artmotion, s verzijom za slavne osobe pod imenom Big Brother VIP Kosova. Emisija se emitira uživo 24/7 na dva pay-per-view kanala, Big Brother VIP Kosova 1 i Big Brother VIP Kosova 2, koji su dostupni na kosovskoj TV platformi Artmotion, kao i na NimiTV i TVALB za albansku dijasporu u drugim zemljama Europe, Sjedinjenim Državama i Kanadi.
27. lipnja 2022. objavljeno je da će Alaudin Hamiti biti voditelj emisija uživo. 14. rujna 2022. objavljeno je da će Jonida Vokshi biti druga voditeljica emisija uživo, uz Hamiti.
Dana 18. rujna 2022. objavljeno je da će Olti Curri biti mnijenik u emisijama uživo. Dana 21. studenog 2022. objavljeno je da će Afërdita Paqarada biti druga mnijenica u emisijama uživo, uz Currija.
Dana 18. studenog 2022. najavljeno je da će Elita Rudi voditi spin-off show Big Talk, koji se emitira dan nakon udarne večeri, za detaljnije rasprave o showu.

## Format
Big Brother VIP je game show u kojem grupa slavnih natjecatelja, poznatih kao ukućani, živi izolirano od vanjskog svijeta u posebno izgrađenoj "kući", stalno pod video nadzorom. Zabranjen je pristup televiziji, internetu, tiskanim medijima i vremenu. Osim toga, ukućani žive u potpunoj zatvorenosti; nemaju pristup vanjskom svijetu. Ponekad gledatelji glasaju za svoje omiljene ukućane, a imunitet su imali ukućani s najviše glasova. Također ponekad ukućani glasaju za svog omiljenog ukućana u kući, a ukućan s najviše glasova imao je imunitet. Najmanje jednom tjedno, ukućani potajno imenuju dvoje ukućana za čije izbacivanje žele javno glasati. Dvoje ili više ukućana s najviše glasova idu u javno glasovanje. Gledateljstvo odlučuje tko će od njih biti izbačen glasovima putem tekstualnih poruka ili telefonskih poziva. Kandidat s najviše glasova biva izbačen i napušta kuću. Ako im boravak u kući postane teško podnošljiv, ukućanin može dobrovoljno otići u bilo kojem trenutku tijekom igre. U slučaju odustanka od kuće, umjesto njih obično ulazi zamjenski ukućan. U zadnjem tjednu svake sezone gledatelji biraju tko će od preostalih ukućana osvojiti novčanu nagradu od 200.000 eura i biti titula pobjednika Big Brother VIP-a.

## Sezone

### 1. sezona
Prva sezona započela je 5. prosinca 2022. na kanalu Klan Kosova. Voditelji prve sezone su Alaudin Hamiti i Jonida Vokshi.

#### Kandidati
| Poznata osoba            | Starost pri ulasku | Zanimanje                              | Mjesto rođenja     | Dan ulaska | Dan izlaska | Status   |
| ------------------------ | ------------------ | -------------------------------------- | ------------------ | ---------- | ----------- | -------- |
| Ana Kabashi              | 32                 | pjevačica                              | Peć                | 1          |             |          |
| Andi Artani              | 26                 | TV osoba, džudo igrač                  | New York City      | 1          |             |          |
| Arkimed "Stresi" Lushaj  | 36                 | reper                                  | Tropojë            | 1          |             |          |
| Arta Selimi              | 39                 | glumica                                | Priština           | 1          |             |          |
| Artan Thaqi              |                    | komičar                                | Priština           | 1          |             |          |
| Getoar "Getinjo" Aliu    | 31                 | reper                                  | Ferizaj            | 1          |             |          |
| Gjon "Lugati" Karrica    | 38                 | pjevač                                 | Đakovica           | 1          |             |          |
| Gresa Hoti               | 25                 | model                                  | Milano             | 1          |             |          |
| Juliana Nura             | 34                 | model, kraljica ljepote, fitnes trener | Vantaa             | 1          |             |          |
| Vivien Thano             | 29                 | TV osoba, model                        | Drač               | 1          |             |          |
| Fisnik "Fis" Juniku      |                    | košarkaš, TV voditelj                  | Priština           | 33         |             |          |
| Edon Shileku             | 25                 | glumac, drag queen                     | Priština           | 1          | 33          | Izbačeni |
| Shota Baraliu            | 40                 | glumica, pjevačica                     | Suhareka           | 1          | 29          | Izbačeni |
| Gigliola Haveriku        | 30                 | pjevač                                 | Foggia             | 5          | 19          | Izbačeni |
| Bekim "MC Beka" Latifi   |                    | reper, tekstopisac                     | Podujevo           | 1          | 19          | Izbačeni |
| Urim Çela & Alisa Maloku | 23 & 20            | osoba na društvenim mrežama            | Austrija i Belgija | 1          | 12          | Izbačeni |

## Nominations table
|              | 2. tjedan                                            | 3. tjedan                           | 3. tjedan                            | 4. tjedan                            | 5. tjedan         | 6. tjedan         | 7. tjedan         | 8. tjedan         | 9. tjedan         | 10. tjedan        | 11. tjedan        | 12. tjedan        | 13. tjedan        | 14. tjedan        |
| Dan 15       | 2. tjedan                                            | Dan 19                              |                                      | 4. tjedan                            | 5. tjedan         | 6. tjedan         | 7. tjedan         | 8. tjedan         | 9. tjedan         | 10. tjedan        | 11. tjedan        | 12. tjedan        | 13. tjedan        | 14. tjedan        |
| ------------ | ---------------------------------------------------- | ----------------------------------- | ------------------------------------ | ------------------------------------ | ----------------- | ----------------- | ----------------- | ----------------- | ----------------- | ----------------- | ----------------- | ----------------- | ----------------- | ----------------- |
| Glava kuće   | Ana, Artan                                           | MC Beka, Gigliola                   | MC Beka, Gigliola                    | Arta                                 |                   |                   |                   |                   |                   |                   |                   |                   |                   |                   |
|              |                                                      |                                     |                                      |                                      |                   |                   |                   |                   |                   |                   |                   |                   |                   |                   |
| Ana          | Shota, Juliana                                       | Shota, Arta                         | Nema Nominacija                      | Vivien, Juliana                      |                   |                   |                   |                   |                   |                   |                   |                   |                   |                   |
| Andi         | Lugati                                               | Juliana, Lugati                     | Nema Nominacija                      | Vivien, Arta                         |                   |                   |                   |                   |                   |                   |                   |                   |                   |                   |
| Stresi       | Shota, Ana                                           | Juliana, Vivien                     | Nema Nominacija                      | Vivien, Juliana                      |                   |                   |                   |                   |                   |                   |                   |                   |                   |                   |
| Arta         | MC Beka, Urim & Alisa                                | Gigliola, Ana                       | Nema Nominacija                      | Andi, Shota, Stresi                  |                   |                   |                   |                   |                   |                   |                   |                   |                   |                   |
| Artan        | Getinjo, Vivien                                      | Lugati, Shota                       | Nema Nominacija                      | Lugati, Edon                         |                   |                   |                   |                   |                   |                   |                   |                   |                   |                   |
| Edon         | Urim & Alisa, Shota                                  | MC Beka, Artan                      | Nema Nominacija                      | Vivien, Gresa                        |                   |                   |                   |                   |                   |                   |                   |                   |                   |                   |
| Getinjo      | Juliana, Urim & Alisa                                | Shota, Juliana                      | Nema Nominacija                      | Gresa, Vivien                        |                   |                   |                   |                   |                   |                   |                   |                   |                   |                   |
| Lugati       | Ana, MC Beka                                         | MC Beka, Ana                        | Nema Nominacija                      | Artan, Andi                          |                   |                   |                   |                   |                   |                   |                   |                   |                   |                   |
| Gresa        | Juliana, MC Beka                                     | MC Beka, Gigliola                   | Nema Nominacija                      | Shota, Juliana                       |                   |                   |                   |                   |                   |                   |                   |                   |                   |                   |
| Juliana      | Vivien, Stresi                                       | Lugati, Shota                       | Nema Nominacija                      | Stresi, Andi                         |                   |                   |                   |                   |                   |                   |                   |                   |                   |                   |
| Shota        | MC Beka, Ana                                         | Ana, Juliana                        | Nema Nominacija                      | Vivien, Ana                          |                   |                   |                   |                   |                   |                   |                   |                   |                   |                   |
| Vivien       | Urim & Alisa, MC Beka                                | Stresi, MC Beka                     | Nema Nominacija                      | Shota, Lugati                        |                   |                   |                   |                   |                   |                   |                   |                   |                   |                   |
| Gigliola     | Shota                                                | Arta, Lugati                        | Nema Nominacija                      | Izbačen (Dan 19)                     | Izbačen (Dan 19)  | Izbačen (Dan 19)  | Izbačen (Dan 19)  | Izbačen (Dan 19)  | Izbačen (Dan 19)  | Izbačen (Dan 19)  | Izbačen (Dan 19)  | Izbačen (Dan 19)  | Izbačen (Dan 19)  | Izbačen (Dan 19)  |
| MC Beka      | Vivien, Arta                                         | Lugati, Andi                        | Izbačen (Dan 19)                     | Izbačen (Dan 19)                     | Izbačen (Dan 19)  | Izbačen (Dan 19)  | Izbačen (Dan 19)  | Izbačen (Dan 19)  | Izbačen (Dan 19)  | Izbačen (Dan 19)  | Izbačen (Dan 19)  | Izbačen (Dan 19)  | Izbačen (Dan 19)  | Izbačen (Dan 19)  |
| Urim & Alisa | Juliana, MC Beka                                     | Izbačeni (Dan 12)                   | Izbačeni (Dan 12)                    | Izbačeni (Dan 12)                    | Izbačeni (Dan 12) | Izbačeni (Dan 12) | Izbačeni (Dan 12) | Izbačeni (Dan 12) | Izbačeni (Dan 12) | Izbačeni (Dan 12) | Izbačeni (Dan 12) | Izbačeni (Dan 12) | Izbačeni (Dan 12) | Izbačeni (Dan 12) |
|              |                                                      |                                     |                                      |                                      |                   |                   |                   |                   |                   |                   |                   |                   |                   |                   |
| Bilješke     |                                                      |                                     |                                      |                                      |                   |                   |                   |                   |                   |                   |                   |                   |                   |                   |
| Nominirani   | Artan, MC Beka, Juliana, Lugati, Shota, Urim & Alisa | MC Beka, Juliana, Lugati, Shota     | Svi ukućani                          | Andi, Juliana, Shota, Stresi, Vivien |                   |                   |                   |                   |                   |                   |                   |                   |                   |                   |
| Izbačeni     | Urim & Alisa Najmanje glasova za spasiti             | MC Beka Najmanje glasova za spasiti | Gigliola Najmanje glasova za spasiti |                                      |                   |                   |                   |                   |                   |                   |                   |                   |                   |                   |